# Gervão
Gervão, gervão-roxo, gervão-azul, chá-do-brasil ou verônica (nome científico: Stachytarpheta cayennensis, (LC. Rich.) Vahl.) é uma planta nativa do Brasil. É encontrada em quase todos os estados. Seu porte é herbáceo e pode atingir até 0,80 m de altura. Em certa fase de seu ciclo e dependendo do local em que nasce seu caule e ramos se tornam arroxeados. As inflorescências desenvolvem-se em forma de espiga com flores violeta, lilás ou azuis. Em 1929 já constava como medicinal na farmacopeia brasileira.

## Uso
Na medicina popular é utilizado nos problemas gastrointestinais, principalmente nas doenças do fígado. Também como tônica, febrífuga e diurética. Princípios ativos: óleo essencial, taninos, flavonoides, saponinas e alcaloides. Todas as partes da planta são usadas, inclusive a raiz.
Na cultura afro brasileira, principalmente nas casas Jeje-Nagô o gervão é denominado de euê ibolé (Ewé ìgbolé) entrando nos rituais de folha sagrada, no preparo do abô e consagrado ao orixá Obaluaiê. Na África foi identificada por Verger nos cultos iorubás e descrita de iru ecú (ìrù eku) e passacolê (pasalókê) "receita para tratar corpo contraído" (1995:724,107). Alguns seguidores do Candomblé e da Umbanda ainda associam o gervão aos orixás Nanã e Xangô.